# مجید میرفخرایی
مجید میرفخرایی متولد ۱۳۲۹ در تهران، فارغ‌التحصیل طراحی صحنه از دانشکده هنرهای دراماتیک و آکادمی سلطنتی لندن است. وی از سال ۱۳۶۴ با دستیاری طراح صحنه در فیلم «زنگها» به کارگردانی محمدرضا هنرمند شروع به فعالیت کرد.دارای چند جایزه از جشنوار فیلم فجر.

## طراح صحنه و لباس
- سریال شهرزاد (فصل دوم) ۱۳۹۵
- سلام بمبئی ۱۳۹۴
- چهارشنبه خون به پا می‌شود ۱۳۹۳
- کفشهایم کو؟ ۱۳۹۳
- رستاخیز ۱۳۹۲
- رسوایی ۱۳۹۱
- در چشم باد ۱۳۸۸
- اخراجیها ۱۳۸۵
- روز واقعه ۱۳۷۳
- حماسه مجنون ۱۳۷۱
- ردپایی بر شن ۱۳۶۶

## مدیر هنری
- سریال باب المراد [۱]

## جوایز و افتخارات
- ۱۳۷۳ - سیمرغ بلورین بهترین طراحی صحنه برای فیلم روز واقعه[۲]
- ۱۳۹۲ - سیمرغ بلورین بهترین طراحی صحنه برای فیلم رستاخیز[۳]